# Юбилейный квартал

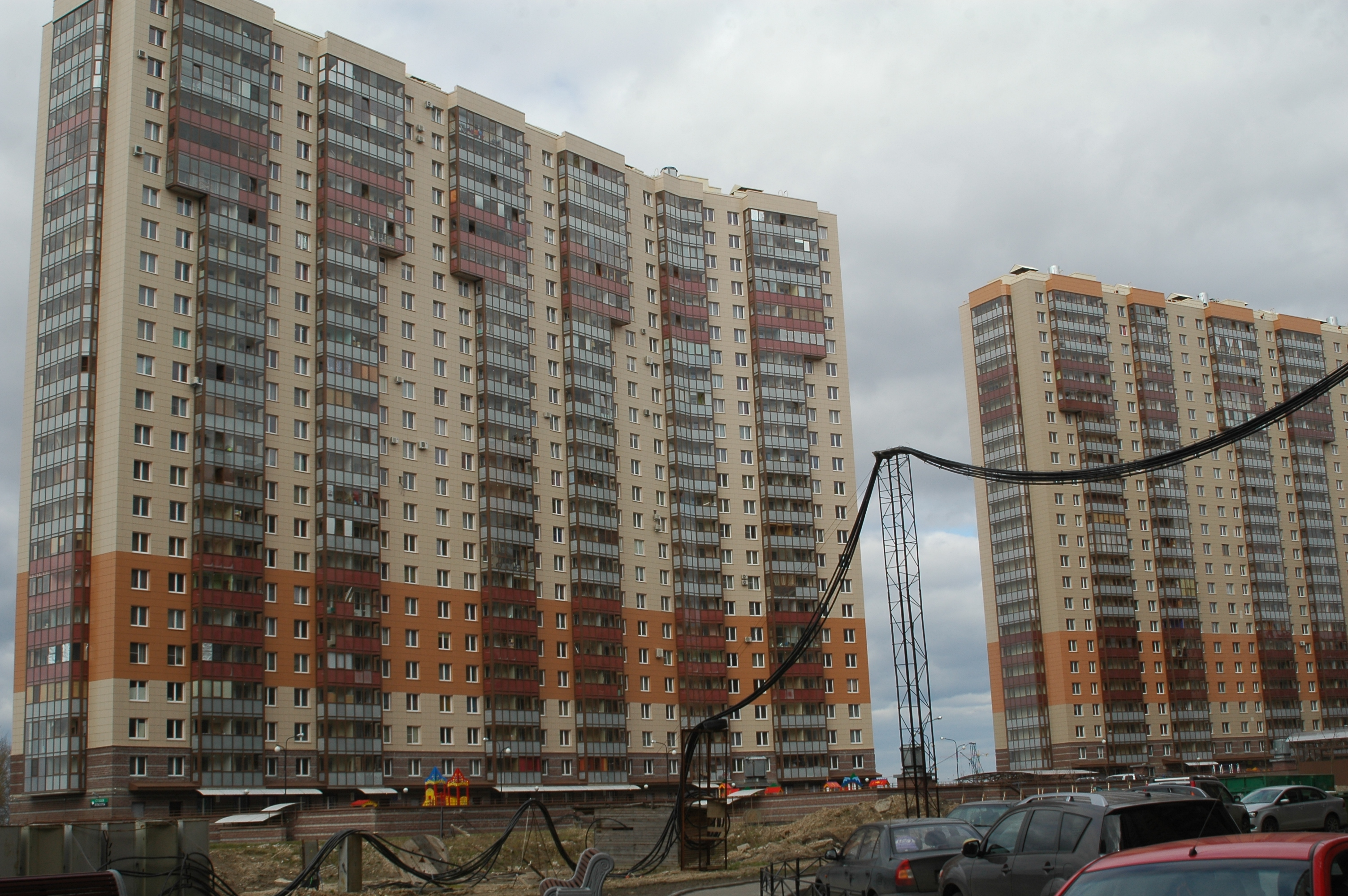

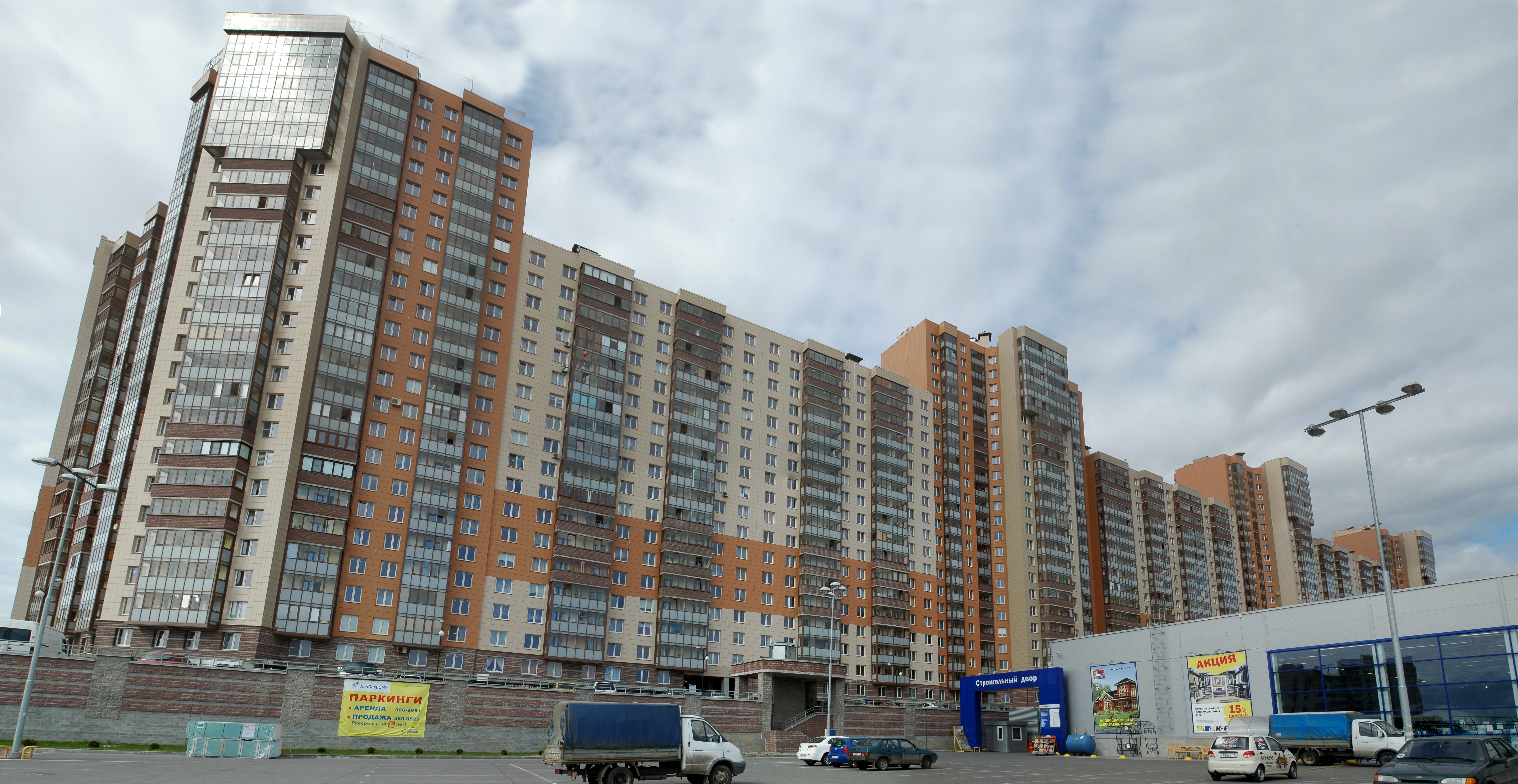

«Юбилейный квартал» — жилой комплекс на северо-западе Санкт-Петербурга, территориально расположен в Приморском районе, муниципальном образовании Коломяги (№ 70), на пересечении Комендантского и Шуваловского проспектов и улицы Парашютной. Ближайшая станция метро — «Комендантский проспект». Застроен в 2007—2013 годы предприятием «ЛенСпецСМУ», входящим в петербургскую девелоперскую компанию «Эталон».
По состоянию на 2013 год — самый крупный из реализованных проектов комплексного освоения территорий в Петербурге, рассчитан более чем на 20 тыс. жителей.
Жилой комплекс состоит из 13 кирпично-монолитных корпусов разной этажности: от 16 до 25 этажей. Проектное число жителей — более 20 тыс. человек (на 2013 год по данным полиции проживало 13 тыс. человек). Площадь территории — 27 га, общая площадь проекта составила 602 тыс. м², численность квартир — 7671. В квартале открыты магазины, ресторан, салоны красоты, аптеки, работает частный детский сад, участковый пункт полиции, крупнейший розничноторговый объект — гипермаркет «Лента» (до 2015 года помещение занимал строймаркет К-Раута), на углу Шуваловского проспекта и Парашютной улицы с января 2015 года работает «О’кей-экспресс» (был позже закрыт, теперь в здании расположен «Перекресток»). В квартале расположена скульптура «Рыжий кот» (автор — художник Сергей Мельников). Рядом (напротив) с «Юбилейным кварталом» по улице Парашютной ведётся строительство храма.
В 2011 году в ряде квартир комплекса, строительство которых велось в зимний период, Роспотребнадзором было зафиксировано превышение концентрации аммиака, основной версией называлось использование противоморозной добавки производства компании «Цемактив». Застройщиком предпринимались меры по обработке стен и полов для минимизации эмиссии аммиака, покупателям таких квартир предоставлялись аналогичные жилплощади и по договорённости — выплачивались компенсации, однако, не всем.